# 湖南工商大学
湖南工商大学（英語: Hunan University Of Technology and Business）は、中国湖南省長沙市岳麓区に本部を置く中国の公立大学。1949年創立、1994年大学設置。
旧称は湖南商学院。2018年4月時点では、学校の面積は1340.61畝、建築面積は47万平方メートル、生徒数約1.6万余人、教職員1464人。

## 略歴

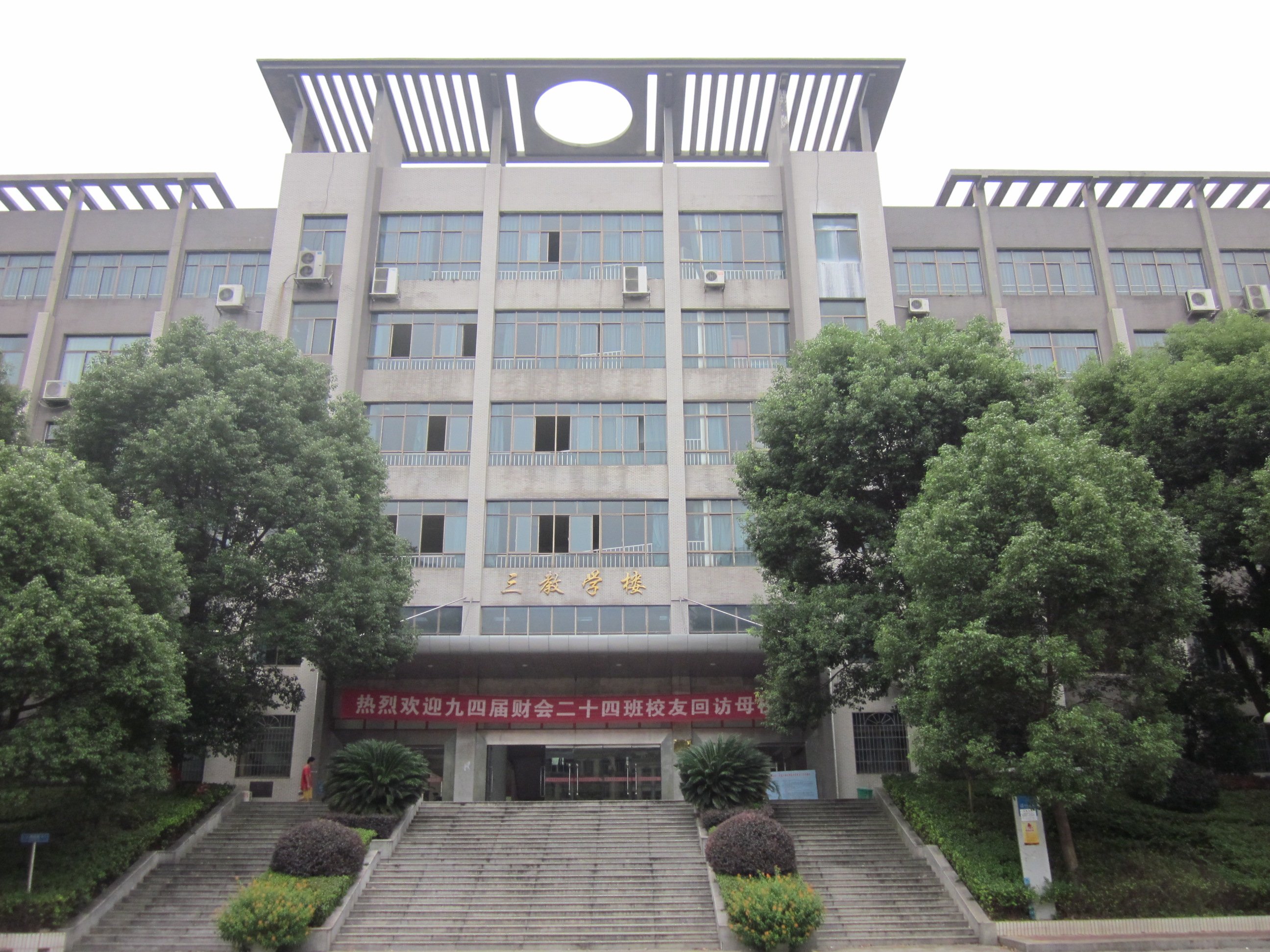
第三教学楼

湖南商学院の起源となる長沙市軍管会貿易処幹部培訓班を長沙市政府が設立。湖南省商業管理幹部学院·湖南商業高等専科学校が合併し「湖南商学院」設立。2019年、名称を「湖南工商大学」に変更。

## 基礎データ
- 所在地
  - 長沙市岳麓区

- 校訓
  - 「厚徳、博学、精明、自強」

- 校歌
  - 「湖南商学院校歌」。唐勇強作曲·廖小芒編。

## 組織
「学院」も「系」も日本の大学の学部にほぼ相当する。「学部」は「学院」と「系」の上の編成で、実体はなく、日本の「学部」とは位置付けが異なっている。妙訳がないのでそのまま記す。
- 経済·貿易学院
- 財政金融学院
- 工商管理学院
- 会計学院
- 計算機·信息工程学院
- 数学·統計学院
- 旅遊管理学院
- 設計芸術学院
- 外国語学院
- 中国語言文学学院
- 法学院
- 国際教育学院
- 継續教育学院
- 北津学院
- 体育教研部
- 公共管理学院思想政治理論課教研部

## 附属機関

### 附属図書館
湖南商学院図書館、蔵書数は全館合計で約200余冊

## 大学の人物一覧

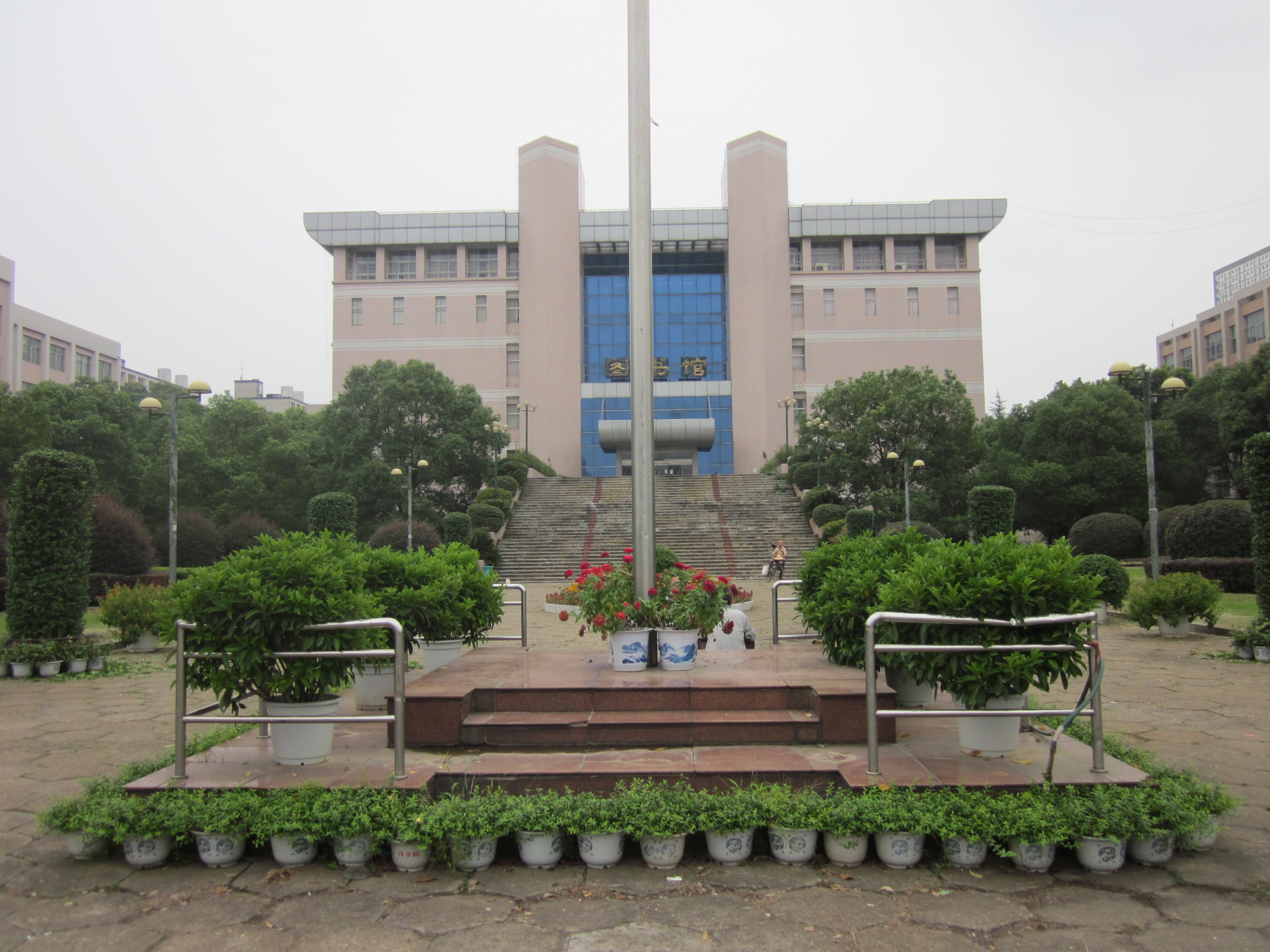
湖南商学院図書館。

### 教授
- 学長：陳曉紅
- 党委書記：王漢青

### 歴任学長

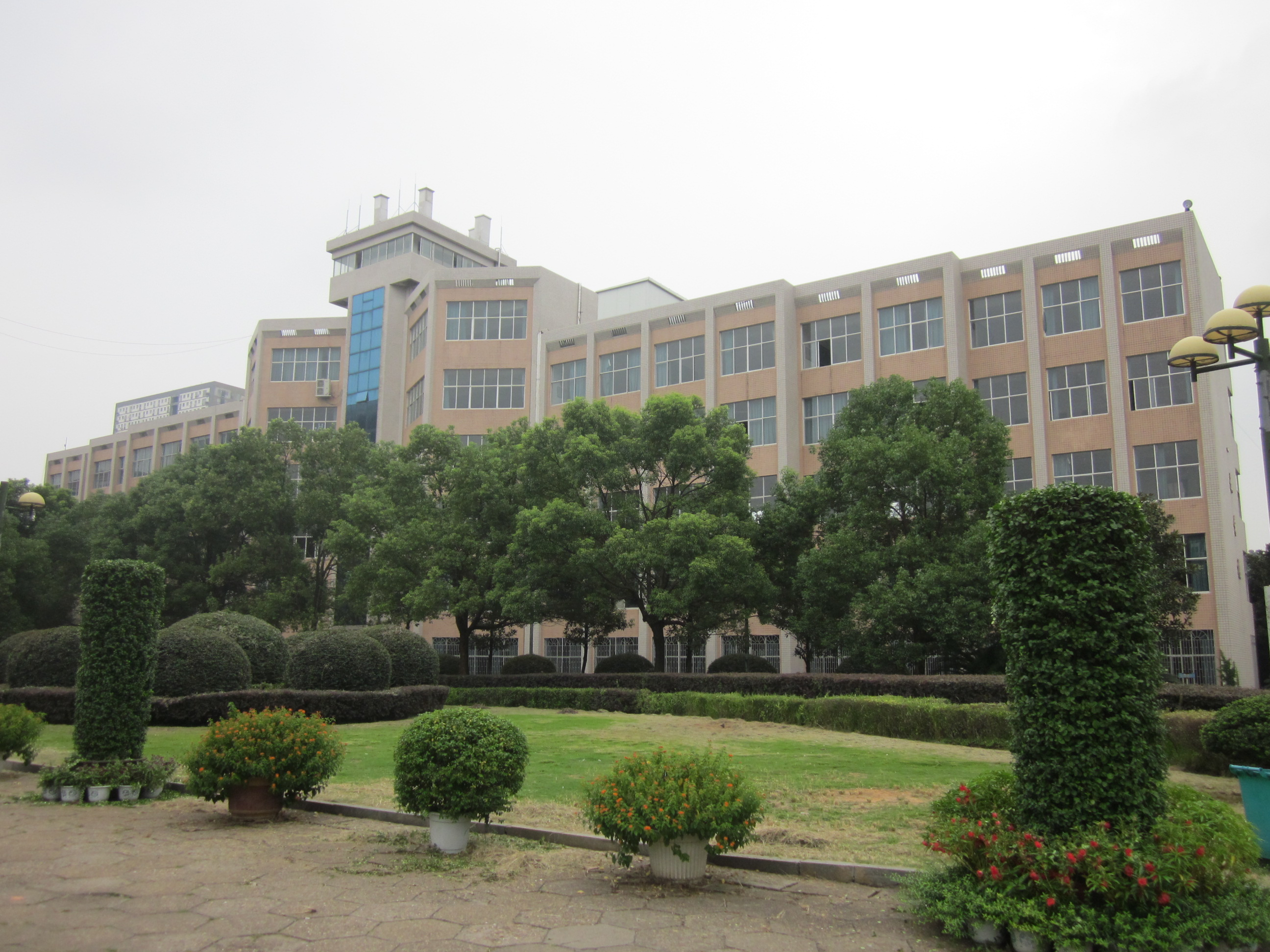
湖南省商学院教学楼。

| #  | 就任年月   | 歴任学長 | 注                                              |
| -- | ---------- | -------- | ----------------------------------------------- |
| 1  | 1949年12月 | 徐明     |                                                 |
| 2  | 1951年9月  | 李君九   |                                                 |
| 3  | 1958年5月  | 謝魯彬   |                                                 |
| 4  | 1964年11月 | 康少宏   |                                                 |
| 5  | 1972年6月  | 閻得功   |                                                 |
| 6  | 1981年12月 | 李文良   |                                                 |
| 7  | 1983年12月 | 蒋早漢   |                                                 |
| 8  | 1983年12月 | 鄧蜀先   |                                                 |
| 9  | 1992年1月  | 鄧蜀先   |                                                 |
| 10 | 1986年1月  | 路世武   |                                                 |
| 11 | 1991年10月 | 廖九如   |                                                 |
| 12 | 1999年1月  | 謝伯端   |                                                 |
| 13 | 2005年8月  | 唐未兵   | 湖南師範大学、中国人民大学卒業                  |
| 14 | 2014年9月  | 陳曉紅   | 女性。1999年3月日本東京工業大学経営工学博士卒業 |

### 歴任書記
| #  | 就任年月   | 歴任書記 | 注                                       |
| -- | ---------- | -------- | ---------------------------------------- |
| 1  | 1978年8月  | 康少宏   |                                          |
| 2  | 1972年6月  | 閻得功   |                                          |
| 3  | 1983年12月 | 鄧蜀先   |                                          |
| 4  | 1995年4月  | 鄧蜀先   |                                          |
| 5  | 1985年11月 | 王興     |                                          |
| 6  | 1986年1月  | 譚興先   |                                          |
| 7  | 1988年2月  | 胡正国   |                                          |
| 8  | 1992年5月  | 唐徳斌   |                                          |
| 9  | 1997年11月 | 劉殿興   |                                          |
| 10 | 2006年9月  | 欧陽嶢   | 湖南師範大学、中国人民大学、湖南大学卒業 |
| 11 | 2014年9月  | 王漢青   | 湖南大学卒業                             |

## 対外関係
2014現在、全部で10余国20余大学・機関と交流協定を結んでいる。
- アイルランド
  - en:Griffith College Dublin
- オランダ
  - en:Saxion University of Applied Sciences
- イギリス
  - ハートフォードシャー大学
  - サンダーランド大学
  - スターリング大学
- インド
  - GGSI IT Management College
  - IITM College
  - en:University of Delhi
- アメリカ合衆国
  - en:Coastline Community College
  - en:Frostburg State University
  - en:Alfred University
  - en:Auburn University at Montgomery
- カナダ
  - en:サイモンフレーザー大学
- ニュージーランド
  - Auckland Institute of Studies
- オーストラリア
  - Holmesglen Business College
- 日本
  - 一橋大学
- 香港
  - 香港中文大学
  - 香港城市大学
- マカオ
  - zh:澳門城市大學